# Triminó

Os dois triminós livres possíveis

Um triminó ou trominó é um poliminó formado por três quadrados idênticos conectados ponta a ponta. 

## Simetria e enumeração
Quando rotações e reflexões não são consideradas formas distintas, há apenas dois trominós livres diferentes: "I" e "L".

Já que os trominós livres têm simetria de reflexão, eles também são os únicos dois trominós unilaterais. Quando as rotações das formas são consideradas distintas, há seis trominós, sendo dois em forma de "I" e quatro em forma de "L". Eles podem ser obtidos girando as formas em ângulo de 90° ou 180°.
1. ↑  Golomb, Solomon W. (1994). Polyominoes 2nd ed. Princeton, New Jersey: Princeton University Press. ISBN 0-691-02444-8